# Goya (1940)
El Goya fue un barco hospital alemán construido en Oslo en 1940, que fue hundido lleno de refugiados por un submarino soviético en la noche del 16 de abril de 1945, como parte de los combates en el Frente Oriental durante la Segunda Guerra Mundial. Se estima que murieron casi 7000 personas.

## Hundimiento
El 16 de abril de 1945, el barco hospital alemán Goya zarpó de Danzig hacia Alemania saturado de refugiados alemanes, entre los que se incluían 200 hombres del 25.º Regimiento Panzer.
Cuando la nave cruzó la península de Hela a la salida de la bahía de Danzig, fue avistado por un pequeño barco soviético a las 23.00. Casi una hora después, el submarino soviético L-3, al mando del capitán Vladimir Konovalov lo localizó y ordenó disparar dos torpedos contra el Goya, que se hundió en solo siete minutos, evitando que los botes salvavidas (de por sí insuficientes) fueran lanzados. El Goya se hundió a 78 m de profundidad en las heladas aguas del mar Báltico, llevándose a por lo menos 6000 personas, ya que al superarse la cifra de 6100 pasajeros se dejó de llevar lista. Solo 165 personas sobrevivieron.
Pasados 58 años de la catástrofe del Goya, sus restos fueron descubiertos el 16 de abril de 2003 por una expedición internacional al mando de Ulrich Restemeyer, con la ayuda de un sonar de imágenes tridimensionales. El pecio se encontraba en buen estado.